# Little Marie
Little Marie è un cortometraggio muto del 1915 diretto da Tod Browning. Prodotto dalla Reliance Film Company, il film aveva come interpreti Tom Wilson, Charles H. West, Seena Owen, Walter Long.

## Produzione
Il film fu prodotto dalla Reliance Film Company nel 1915.

## Distribuzione
Distribuito dalla Mutal, il film - un cortometraggio in due bobine - uscì nelle sale il 3 luglio 1915.

### Conservazione
Non si conoscono copie ancora esistenti della pellicola che viene considerata presumibilmente perduta.